# キタポニクス
『キタポニクス』は、喜多修平のカバーアルバム。2008年7月16日にアニプレックスから発売された。

## 解説
新作オリジナル曲「Determination」やデビューシングル「Breakin' through」も収録されている。初回生産分には特製オフショットブックレット「キタポン日記」が封入されている。

## 収録曲
1. CAT'S EYE [3:20]
作詞：三浦徳子、作曲：小田裕一郎、編曲：齋藤真也
  - テレビアニメ『キャッツ♥アイ 』オープニングテーマ・杏里のカバー
2. Breakin' through [4:03]
作詞：椎名慶治（surface）、作曲：TAKUYA、編曲：TAKUYA・h-wonder
  - テレビアニメ『ペルソナ 〜トリニティ・ソウル〜』前期オープニングテーマ
3. TOUGH BOY [3:56]
作詞・作曲：TOM（TOM★CAT）、編曲：nishi-ken
  - テレビアニメ『北斗の拳2』オープニングテーマ・カバー
4. REMEMBER 16 [4:37]
作詞：K.INOJO、作曲：河内淳貴、編曲：田口裕一
  - テレビアニメ『マクロス7』挿入歌・Fire Bomberカバー
5. Determination [3:47]
作詞：椎名慶治（surface）、作曲：大谷靖夫、編曲：齋藤真也
6. 夢光年 [4:18]
作詞：阿久悠、作曲：鈴木キサブロー、編曲：齋藤真也
  - テレビアニメ『宇宙船サジタリウス』エンディングテーマ・影山ヒロノブのカバー